# Salto Grande (Santa Fe)
Salto Grande is een plaats in het Argentijnse bestuurlijke gebied Iriondo in de provincie Santa Fe. De plaats telt 2.340 inwoners.